# 옌푸

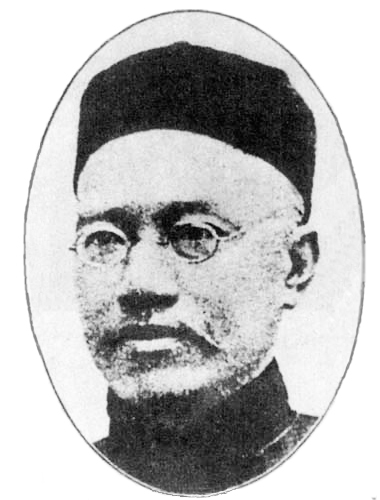
옌푸

옌푸(嚴復, 1853년~1921년)는 중국 청말 민국 초기의 사상가이다. 자는 기도(幾道)로, 1912년 국립 베이징 대학의 초대 교장을 역임했다.

## 생애
푸젠성 민허우 현의 사람으로, 소년시절에 푸저우의 마미선정창에서 부설한 해군학교에서 기술을 배웠다. 25세 때 유학생으로서 영국에 건너가 해군의 기술과 학과를 배웠으나, 오히려 서양의 제도와 사상의 연구에 관심을 두었다. 귀국 후 리훙장에게 초빙되어 톈진의 북양수사 학당(學堂)의 책임을 맡았고 청일전쟁을 계기로 논단에 등장하여 <논세변지극> <원강(原强)> <구망결론(救望決論)>등 논문을 발표함으로써 개혁론을 주창하였다. 이어서 토머스 헉슬리의 <진화와 윤리>를 번역하여 사상계에 큰 영향을 주었다. 의화단 사건 수년간 <원부(原富)>(스미스의 <富國論>), <군학이언(群學肄言)>(스펜서의 <사회학연구>), <법의(法意)>(몽테스키외의 <법의 정신>) 등을 계속 번역함으로써 서양 근대사상의 소개에 힘썼다. 그러나 의화단 사건 후의 정치적·사회적 격동은 진화론에 입각한 그의 개혁론을 미온적·점진적인 개량주의로 후퇴시켰다. 민국(民國) 성립 후 위안스카이와 밀접하게 결합하기도 하고, 공자 숭배를 강조하여 5·4운동에 반대하는 등 보수주의로 흘렀다.

## 같이 보기
- 천연론